# Anatoli Banişevski
Anatoli Banişevski (Russisch: Анатолий Андреевич Банишевский) (Bakoe, 23 februari 1946 – aldaar, 10 december 1997) was een voetballer en trainer van Azerbeidzjaanse origine die uitkwam voor de Sovjet-Unie. Zijn hele carrière was hij bekend onder zijn Russische naam Anatoli Banisjevski. Hij wordt beschouwd als de grootste Azerbeidzjaanse speler aller tijden en de enige Azerbeidzjaan in de top 50 van spelers van de Sovjet-Unie, hoewel zijn familie van oorsprong uit Oekraïne kwam.

## Biografie
Banisjevski begon zijn carrière bij Neftianik Bakoe, het later Neftsji en speelde er zijn hele carrière. In 1966 werd hij derde met de club.
Hij debuteerde op 4 juli 1965 voor het nationale elftal in een vriendschappelijke wedstrijd tegen Brazilië. Op het WK 1966 scoorde hij tegen Noord-Korea. Zijn laatste wedstrijd was de verloren EK-finale in 1972 tegen West-Duitsland.
In 1991 werd diabetes bij hem vastgesteld. Hij overleed in 1997 aan de gevolgen hiervan op amper 51-jarige leeftijd. De voetbalclub FK Masallı heeft zijn stadion vernoemd naar de speler. In 2003 werd hij postuum gekozen tot beste Azerbeidzjaanse voetballer van de afgelopen vijftig jaar bij de UEFA Jubilee Awards.